# Erdős Péter (festő)
Erdős Péter (Hódmezővásárhely, 1938. május 16. – 2024. szeptember 13.) magyar festő, szobrász.

## Életpályája
Szülei, Erdős János és Kolumbán Erzsébet is képzőművészek voltak. Először még gimnazista korában, 1954-ben tűnt fel az első Őszi Tárlaton, melyre a szervező, Galyasi Miklós múzeumigazgató hívta meg. 1960-ban diplomázott a szegedi Juhász Gyula Tanárképző Főiskolán, mestere volt Füstös Zoltán. 1968–1973 között a Magyar Képzőművészeti Főiskolán tanult, mesterei Veress Sándor László, Patay László voltak. 
1974-ig dolgozott rajztanárként: 1960-tól Mártélyon, majd két évvel később a vásárhelyi Szántó Kovács János Általános Iskolába került át. Ezután szabadúszóként folytatta működését. Műveiben folytatja az alföldi festészeti hagyományokat, tájképeket fest, de emellett rézdomborítással is foglalkozik, valamint készít kerámiákat is. Hódmezővásárhelyen több általa készült utcanévtábla és emléktábla is látható.

## Egyéni kiállítások
- 1960, 1967, 1995 Hódmezővásárhely
- 1967, 1978 Szentes
- 1968, 1976 Békéscsaba
- 1974 Békés, Orosháza
- 1975 Hatvan
- 1978 Gyula, Orosháza
- 1981 Miskolc
- 1984 Jászberény
- 1985 Pécs, Karcag
- 1986 Csanytelek
- 1987 Salgótarján

## Válogatott csoportos kiállítások
- 1960-1963, 1971, 1973-1974 Vásárhelyi Őszi Tárlat, Tornyai János Múzeum, Hódmezővásárhely
- 1974 Vásárhelyi művészek kiállítása, Salgótarján
- 1971 Szatmári képzőművészek tárlata, Marosvásárhely
- 1966, 1968 Délalföldi Tárlat, Szeged
- 1972-1973, 1976, 1978 Szegedi Nyári Tárlat, Móra Ferenc Múzeum, Szeged
- 1972 Hódmezővásárhelyi festők Miskolci Tárlata
- 1975 Mezőgazdaság a képzőművészetben, Mezőgazdasági Múzeum, Budapest
- 1978 Tiszatáj kiállítás, Szombathely, Budapest
- 1981 III. Képzőművészeti Triennálé, Szolnoki Galéria, Szolnok
- 1974 Magyar Tájak, Hatvan
- 1980-84 Táj- és Portrébiennálé, Hatvan
- 1986 Szekszárd

## Köztéri művei
- Pannó (1983, Fábiánsebestyén, házasságkötő terem)
- Bethlen Gábor Gimnázium (Hódmezővásárhely)

## Díjai
- Hódmezővásárhely díszpolgára (2021)[3]